# Aegolius ridgwayi
mocho-pardo ou mocho-imaculado (Aegolius ridgwayi) é uma espécie de ave estrigiforme pertencente à família Strigidae.